# Skwentna (rivière)
La rivière Skwentna est un cours d'eau d'Alaska, aux États-Unis situé dans le borough de Matanuska-Susitna. C'est un affluent de la rivière Yentna, elle-même affluent de la rivière Susitna.

## Description
Longue de 100 milles (161 km), elle prend sa source au glacier Twin, et coule en direction du nord puis de l'est pour se jeter dans la rivière Yentna à 63 milles (101 km) au nord de Tyonek.
Son nom indien a été référencé par Spurr, de l'United States Geological Survey en 1900.

## Affluent
- Talachulitna

## Sources
- (en) « Skwentna (rivière) », Geographic Names Information System